# サウスパークの登場人物
この項目では、アメリカ合衆国のケーブルテレビ局コメディ・セントラルで放送されているアニメ『サウスパーク』に登場する人物について説明する（1回限り登場の実在するゲストキャラは記載していない）。

## 主要人物
当初は3年生だったが、第4シーズン後半からは4年生に進級している。キャストはWOWOW版、FOX版、劇場映画版、Netflix版の順。
スタン・マーシュ（Stanley "Stan" Marsh）
声 - 結城比呂（WOWOW版） - 阪口大助（FOX版）- 植田有紀（無修正映画版） - 金子沙希（Netflix版） - 増田貴久 (シーズン27、TBS版） / 英 - トレイ・パーカー
主人公。本名はスタンリー・マーシュ。
どこにでもいるような、ごく普通のアメリカ人の少年。作中ではかなりの常識人だが、その分、苦労が絶えない。

カイル・ブロフロフスキー（Kyle Broflovski）
声 - 山口勝平（WOWOW版） - 林勇（FOX版） - 楠見薫（無修正映画版） - 須田祐介（Netflix版） - 吉野裕行 (シーズン27、TBS版） / 英 - マット・ストーン
裕福なユダヤ人家庭に育つ少年。比較的常識人だが、神経質でキレやすい面がある。ユダヤ人であるためにしばしばカートマンから罵倒される。

エリック・カートマン（Eric Theodore Cartman）
声 - LiLiCo（WOWOW版、Netflix版） - 斉藤貴美子（FOX版） - 柳原哲也（アメリカザリガニ）（無修正映画版） - 宮野真守 (シーズン27、TBS版） / 英 - トレイ・パーカー
本名はエリック・セオドア・カートマン。
肥満体型が特徴のドイツ系アメリカ人。差別主義者（特に反ユダヤ主義的な）で性格は非常に悪いが、同時に子供らしい素直さも持つ。また、アドルフ・ヒトラーの大ファンでもある。

ケニー・マコーミック（Kenneth "Kenny" McCormick）
声 - 小形満（WOWOW版） - 間宮康弘〈フードを脱いだ時 - 不明〉（FOX版） - 片山淳子（無修正映画版） - 佐藤せつじ（Netflix版） - 石田泰弘 (シーズン27、TBS版） / 英 - マット・ストーン（フードを脱いでいる時はエリック・スタウ）
本名はケネス・マコーミック。
オレンジ色のアノラックで頭をすっぽり覆った金髪碧眼の少年。サウスパークで一番の貧乏家庭に育つが、貧しい家庭という境遇に負けないたくましさを持つ。特に初期シーズンを中心に作中で死んでしまうことが多いが、毎回蘇生される。

## 小学校の生徒達

### 主人公の同級生
バターズ・ストッチ（Leopold "Butters" Stotch）
声 - 鈴木紀子・小形満（シーズン2以前）、FOX版 - 武田華、Netflix版 - 川井田夏海、TBS版 - 宮田幸季 (シーズン27） / 英 - マット・ストーン
本名はレオポルド・ストッチ。
サウスパーク小学校の生徒としては珍しく、素直で子供らしい良心的な人物。それゆえにカートマンからはいじめの対象とされることも多い（ただし、カートマンの弱みを握ることもあり、必ずしもやられてばかりとは限らない）が、常に協力的であることから行動を共にさせられることもある。

ウェンディ・テスタバーガー（Wendy Testaburger）
声 - 鈴木紀子、FOX版 - 小暮英麻 / 古賀葵 (シーズン27、TBS版)  / 英 - エイプリル・スティワート
スタンのガールフレンド。何度もスタンに嘔吐されているが献身的に接している。劇場版ラストではスタンとキスをするシーンがあった。初登場のパイロット版ではサンタに投げ捨てられていた。良識ある家庭に育ち、生徒会長を務め、クラスの女子の中でも中心的なポジション。普段は非常に穏やかで成績優秀かつ過度の平和主義者だが、初期は自己顕示欲が強く嫉妬深く腹黒い面もあり、スタンに近づく女には容赦しない傾向にあった。エレン先生（ギャリソン先生の代わりに赴任、美人で男子生徒の注目を集めていたが、実はレズビアン）の元にイラク兵士を送り込んで、謀殺したこともある。一度カートマンと仲良くなった事があり、彼とキスをした事もある。しかし、その後は、カートマンの差別的な言動を嫌い「おデブちゃん」と呼び見下すようになる。現在は真面目で正義感が強く良識のある性格を持っており、第8シーズンではパリス・ヒルトンにのめりこむ女子達についていけず、スレイブ君に相談している。第12シーズンでは、カートマンが乳癌の女性を馬鹿にしたことに腹を立て、決闘を申し込んだ末に半殺しにしており、以後カートマンからは逆恨みされている。しかし、その後第13シーズンで『スマーフ』に関するもめ合いで、またもやカートマンを差別させた。また第7シーズンでウェンディの側からスタンに一方的に別れを告げ、同話にてトールキンとの交際が開始するが、その後は本人の発言から別れた様子。第11シーズンで久々にスタンと会話をし、共に行動し、復縁した。第12シーズンでは 校外学習の際にスタンとペアを組み手を繋いで行動した（その際スタンは彼女を"My girlfriend"と言っている）。モデルはトレイ・パーカーの元妻（日系アメリカ人、離婚済み）。初期の作品ではヒロイン的な扱いで出番も多かったが、作風の変化によりバターズやクレイグなどの出番が増えたため彼女の出番は減っており、背景のみの登場が多くなっている。誕生日は12月18日。
ティミー・バーチ（Timmy Burch）
声 - 田口トモロヲ、Netflix版 - 須田祐介 / 英 - トレイ・パーカー
重度の知的障害を抱え電動車椅子に乗っている少年。誕生日は2月24日。一応、短距離であれば歩ける。「ティミー!」と叫ぶ以外は言語不明瞭だが、人気者。第4シーズン4話『ティミー！ティミー！ティミー！』で初登場し（ただしモブとしての登場ははルーギーのギャング団で歯を回収する少年として登場している）、ロックバンドのヴォーカルを務め人気を呼んだ。ケニーが死亡していた間、オープニングテーマで彼の担当していたパートを歌う。ただしほぼ「ティミー」と連呼するのみ。同じ障害児のジミーに人気を取られそうになり、大喧嘩したことも。しかし、その後のエピソードでは仲良く一緒に行動している様子が見られる。ジミーからは「ティムティム」と愛称で呼ばれることもある。喋れないことは一貫しているが、障害者オリンピックでのジミーの不正行為を、落としたビンを見ただけで察して諫めようとするなど、時おり重度知的障害者らしからぬ知性を見せる。
父親のリチャードと母親のヘレンがいるが、2人も同じく知的障害の持ち主で、電動車椅子に乗っている。また、ランディがヒッピーだったころの回想シーンにリチャードと思われる障害者のヒッピーが登場する。
ジミー・ヴァルマー（James "Jimmy" Vulmer）
声 - 山口勝平、FOX版 - 木内秀信（#1）、Netflix版 - 竹森千人 / 英 - トレイ・パーカー
本名はジェームズ・ヴァルマー（初期の姓はスワンソン）。
筋ジストロフィーのため、両手の杖で歩行する。話す際のどもりが特徴。歌を一曲歌い終わるのにかなりの時間がかかり、周囲をうんざりさせることも。だが、頭の回転自体はとても速く人気者で、スタンドアップコメディが得意。トークの合間に「実にいいお客さんだ」（What a terrific audience.）とよく口にする。お笑いのネタを書くのが日課らしく、彼がカートマンと考案した「フィッシュ・スティック」のギャグは、ある大物ミュージシャンを怒らせてしまった。売春婦を相手にセックスを体験済み。障害者のためのスペシャル・オリンピックに出場した際、ステロイド剤によるドーピングに手を染めた。障害児であるにもかかわらず、作中でよく暴行を受ける。また、脚が不自由であるものの、健常者顔負けのアクションシーンを演じた場面もある。サーフィンやウクレレの弾き語り、ドラムの演奏にも長けており、障害児のサイエンスフェアに出展したり校内新聞の編集長を務めるなど、かなりの多才といえる。誕生日は12月8日。
また、父親は彼が部屋から早く出てこないと自慰をしていると決め付ける。
トゥイーク・トゥイーク（Tweek Tweak）
声 - 小形満、Netflix版 - 落合弘治 / 英 - マット・ストーン
コーヒー屋の息子。
常に震え強迫観念に囚われている少年。家はコーヒー屋で、幼い頃から恒常的にコーヒーを飲んでいたため、精神の問題はカフェイン中毒を疑われている。しかし、両親はあくまで「注意欠陥多動性障害（ADHD）」を主張し、そのような扱いを受けている。口癖は「コーヒーが飲みたい!（I need coffee!）」 「こんなプレッシャー耐えられない!（Too much pressure!）」で、緊張がピークに達すると髪を引っ張ったり、「アー!!」と奇声をあげる。母親の名前は不明だが父親はリチャードである。
シーズン6ではオーディションでケニーの代役となり、シーズン中盤から後半にかけてレギュラーキャラクターとしてスタンらと行動を共にする。ケニー復帰後は再び出番が減り、モブ扱いが多い。
しかしシーズン19第6話からはクレイグのボーイフレンドとなり、再び出番が増えた。誕生日は8月17日。
クレイグ・タッカー（Craig Tucker）
声 - 山口勝平 / 英 - マット・ストーン
青い帽子と青い服の少年。口数が少なく、すぐに中指を立ててしまう癖を持つ問題児で（両親と妹も同様）、マッケイのカウンセリングルームの常連。口数が少ないため目立たないだけで、毒舌かつ下劣な言葉も好きである。初期からモブとしてよく登場しており、徐々に出番が増える。シーズン7以降はクライドやトールキンらと一緒に行動することが多く、スタンら主人公のグループと対立するグループの代表という形での登場が多くなる。
シーズン19第3話で、ホールフーズ誘致のため多様性をアピールしたい市長によって唐突に同性愛者呼ばわりされる。それがきっかけなのか第6話ではアジア系の転入生達によってトゥイークとともにBL創作の題材にされており、以後本当にトゥイークのボーイフレンドとなった。シーズン21のDVD発売に伴い作者は「2人は恋愛の概念をよく理解しておらず、性的な関係もないが、明らかに友達以上の関係を築いている」という趣旨の話をしている。誕生日は1月25日。
クライド・ドノヴァン（Clyde Donovan）
声 - 山口勝平 / 英 - トレイ・パーカー
赤い服に茶髪の少年。初期の姓はグッドマン、またはハリスとなっていたが、後にドノヴァンに確定。オランダ系アメリカ人。
マイペースで、やや舌足らずに喋る少年。大人しめに見えるものの、反骨精神があり、あえて大人の命令に逆らうこともある。初期からモブとしてよく登場しており、徐々に出番が増える。シーズン7以降はクレイグらと一緒に行動することが多い。あまり目立たないが体重は超肥満児のカートマンに次いで重いという。同級生の女子たちがクラスで最もかっこいい男子ランキングを作った際に自分がトップにランクインしていると予想するなど、ナルシストな面もある。
元々の設定では父親は地質学者であったが、後に『リスト』の回ではモールの靴屋に変更されている（この回はクライドが靴屋の息子であることが重要な前提となっている）。
トールキン・ブラック（Tolkien "Token" Black）
声 - 乃村健次、FOX版 - 林勇 / 英 - エイドリアン・ベアード
黒人の少年。シーズン24までにおける従来の呼び名はトークン、初期の姓はウィリアムズ。
腕っ節が強く、歌や楽器演奏の才能もある多芸な少年。頭の回転も早い。父親は弁護士で母親は科学者、家は年収20万ドルを下らないサウスパーク屈指の大金持ち。
ステレオタイプ的な黒人のネタを扱う時によく登場し、差別主義者のカートマンからからかわれることが多い。聡明なため、これらを冷静に対処するものの、一方で自分が無意識に黒人を避けていることに気づき悩むこともある。ニコールのボーイフレンドである。
名前の由来は、アメリカで白人主体のテレビドラマ等において、「黒人が登場しないのは不自然である」等人種団体からの批判をかわすために端役で登場する黒人のこと（"Token Black"）。
ピップ・ピリップ（Philip "Pip" Pirrip）
声 - 小形満・鈴木紀子（第1シーズン第1話） / 英 - マット・ストーン
本名はフィリップ・ピリップ。ハンチングと蝶ネクタイが印象的なコックニーのイギリス人少年。初期のレギュラーキャラクター。
両親は既に亡くなっており養子としてアメリカにやってきた。ピップを引き取った家族も一度だけS1#11で登場する（ブロンドの母親とトップハットをかぶった父親と赤毛の妹とピップと同じ帽子をかぶった兄がいる）。常に丁寧で落ち着いた言動をしており、日本語版では敬語で話す。スタンや女子を含めクラス全員から見下され（時にシェフからさえ）手酷い虐めを受けているが、特に反抗することなくなすがままに受け入れている。一方でケニーの後釜候補には長く残っていたりと、完全な嫌われ者という訳でもないらしい。唯一、フランス人扱いされると非常に怒り出し、怪力を発揮する。
初期のレギュラーキャラクターであり、初期OPにも長く登場している（主人公らの同級生で登場するのは彼とウェンディだけ）。シーズン4では彼を主人公とした『大いなる遺産』のパロディ回が放送されたが、徐々に新参のキャラクター（特にバターズ）に取って代わられるようになり、出番が減っていく。シーズン6では登場しないケニーの代役オーディションに有力候補として登場したが、シーズン7以降はモブとしての登場以外はほぼ無くなった。過去の登場人物が多く登場したシーズン14第6話の特殊回で、再登場を果たすも、メカ・バーブラ・ストライサンドに踏み潰されて死亡した。シーズン2でも明らかに死亡している描写があるが、その時は何事もなかったように再登場している。本作ではそれを含めて死亡したキャラクターが何の脈絡もなく復活することがあるが、2回目に死亡して以降はシーズン23までモブも含めて再登場はしていない。
名前の由来は『大いなる遺産』の主人公より。
ベーベ・スティーヴンス（Bebe Stevens）
声 - 鈴木紀子、FOX版 - 武田華、Netflix版 - 寺依沙織 / 英 - ジェニファー・ハウル
ウェンディの友達で、ギャル系の少女。気が強い。他の女子よりも体の成長が早く、男子に人気になったことがあるが、他の女子（特にウェンディ）にはこころよく思われなかった。最初はカイルのことが好きだった（本人曰く「尻がセクシー」だから）。靴を貢がせるためにクライドに近づくなど打算的な面が強い。女子の中ではウェンディに次いで出番が多く、それ故男子から見た女子の不可解さ、あくどさを反映したキャラクターにもなっている。チアリーダー中心ポジションで女子のリーダー的存在。誕生日は8月13日。
ケヴィン・ストーリー（Kevin Stoley）
声 - 幸田夏穂（シーズン2第5話）、小形満（シーズン6第10話）、鈴木紀子（シーズン6第13話） / 英 - マット・ストーン
初期の名前はケーシー。中国系アメリカ人の少年。しかし、彼もその両親も劇中で描かれる中国人特有の顔ではない。皆とロード・オブ・ザ・リングごっこ遊びをする際、彼だけスター・ウォーズ・シリーズの扮装、第13シーズンの第7話では海賊の衣装でビームソードを所持していた所をカートマンに呆れられる事がある。
スコット・マルキンソン（Scott Malkinson）
声 - 寺依沙織 / 英 - マット・ストーン
糖尿病持ちで、舌足らず。そのため、学校では友達がおらず、カートマンに口調を馬鹿にされる等、いじめの対象とされている。また、バターズが、女子にキスをさせてその料金を取る「キス・カンパニー」を始めた際、彼も客の一人として登場した。シーズン23の9話では初めて主役を務め、OPも彼がメインの特別仕様となっている。父親はケーブル会社で働いている。
ドッグ・プー（Dog Poo Petuski）
声 - 鈴木紀子 / 英 - トレイ・パーカー
本名はドッグプー・ペットゥスキー。ドッグプーは犬の糞という意味。第1シーズンから現在も登場しているが、ほとんど話に入ってこず、モブキャラに近い存在である。本人曰くスタンら4人と口を聞いたことが無いため、カートマンにはエキストラと言われてしまう。S14#9でスヌーキーにレイプされた内の一人。同級生の中で最も貧しそうな風貌である（しかし最も貧しいのはケニー、2番目はカートマンである）。
ジェイソン・ホワイト（Jason White）
声 - 小形満 / 英 - トレイ・パーカー
茶髪のオールバックで紫色の服を着た少年。背景にはよく登場しているが台詞や出番は極めて少なくドッグ・プーと同じく、モブキャラに近い存在である。シーズン23の6話で公園でアメフトの練習をしていた際に、パスを取ろうとして道路に入ってしまい、パトカーに轢かれ死亡した。しかし、その後のエピソードでも通常通り背景に登場する。
レッド・マッカーサー（Red McArthur）
英 - モナ・マーシャル
髪の毛が赤い女の子。優しさもあるが気が強い性格で、他社に悪意を懐いたり怒ったりすると怖い一面がある。女子の中ではウェンディやベーベと並ぶリーダー的存在。シーズン24の「The Pandemic Special」で苗字が明らかになった。
ジェニー・サイモン（Jenny Simon）
黒髪の女の子。シーズン15でカートマンに悪戯で下剤を飲まされ、大便を漏らしてしまい号泣した。シーズン13の「The Ring」では、自宅で家族とテレビを視聴する様子が描かれており、3姉妹の真ん中である事が判明している。また、妹の方は父親に「ケイティ」と呼ばれていた。
ゴードン・ストルツキー（Gordon Stoltski）
英 - トレイ・パーカー
ジンジャーの少年で校内放送をしていた。特徴的な分厚い唇が特徴。登場回数は少ない。S9#11でジンジャーになった（というよりジンジャー風になった）カートマンが赤毛でない人間を絶滅させようとした際に初登場した。シーズン13の13話にて、校内放送中に暴漢が銃を持って校内に乗り込み、その暴漢が恨みを持つ浮気相手のゴードン・サルツキーと人違いされて射殺された。その後、校内放送の後継はカートマンが務め、カートマンが生徒会長になってからはケイシーという子供が担当している。ジンジャーということが理由でソマリアに海賊になりに行こうとしたグループから外された。
青い帽子の少年（Boy with Blue Cap）
セリフは一切ないものの（「あっ」や「うっ」等のうめき声ぐらいならしゃべっている）初期からほとんど毎回登場しているモブキャラ。正式な名前はない。帽子の下は薄いオレンジ髪。
アニー（Annie）
英 - エイプリル・スティワート
バターズのキスカンパニーのビッチーズの一員。オレンジ髪。この回以降も数回モブとして登場している。
タランス・メフィスト（Terrance Mephesto）
声 - マット・ストーン
メフィスト博士の息子（しかし母親がいないため養子の可能性が高い）。カイルの像、豚とメイクラブで初登場した。この際にビルとフォッシーが彼の取り巻きとなっている。その後もたびたび登場するものの4年生に進級した際にクラス替えが行われたため（シラミ調査の際に主人公と別のクラスの列にならんでいる）校庭での登場がメインになった。また、レッドと一緒の席にいることがあった。ゲームの「Fractured But Whole」にて、メカ・バーブラ・ストライサンドが街で暴れた際に死亡していた事が判明するが、出来事が起こった以降のエピソードでも通常通り背景に登場する。
ビル・アレン（Bill Allen）
声 - トレイ・パーカー
タランス・メフィストの取り巻き。口癖は「ゲイだな」。フォッシーとともに登場することがほとんどであり、大体の場合おもちゃやゲームで遊んでいる。
また、本人もフォッシーも自分たちがゲイであると公言している（意味もわからず言っている可能性もあるが）。
ゲームハードに関してはプレイステーション派。
フォッシー・マクドナルド（Fosse McDonald）
声 - トレイ・パーカー
タランス・メフィストの取り巻き。ビルとともに行動する。口癖は「俺たちってゲイだよな」または「ゲイだよ」。
ビルにも共通するが父親は彼らの顔を使い回しされているためそっくりである。しかも息子たちと同じように二人で行動することがほとんどである。
ビルと同じくプレイステーション派。
ダミアン・ソーン（Damien Thorn）
声 - 山本泰輔 / 英 - マット・ストーン、映画版 - マット・ストーン
サタンの息子であり、地獄の第七階層出身。サウスパークに転勤したサタンとともにサウスパークに移住、その後サウスパーク小に転校したが転校生は仲間はずれにされる傾向にあるサウスパーク小のため仲間はずれにされた上ピップと同じ席に座らされ、怒って魔術で食堂をめちゃくちゃにした。マッケイさんの助言でカートマンの誕生日会に呼ばれなかったが無断で入り、ピップを使って花火を作ってスタンたちと友達になった。しかしサタンがキリストと決着をつけ賭けに勝ったため地獄に帰ったが、その後もたびたびモブキャラクターとして登場していたり黄緑の服を着ていたりジミーが自分で賞を作って自分が受賞するだけコメディーアワードでスーツになっていたりと定期的に地上に来ている。
また、"tsst"で躾をされている子供たちの中にはいっているためサタンの言うことを聞いていない。
アニー・ネッツ（Annie Knitts）
声 - 鈴木紀子 / 英 - メアリー・ケイ・バーグマン→モナ・マーシャル→エイプリル・スティワート
スタンらと同級生の女の子。第一話から登場している。苗字はネルソンだったりジョーダンだったり（この際に一緒にバターズがスワンソンと呼ばれている）する。毛の色は基本は金髪だがたまに茶髪だったり赤毛だったりする。
レッド、ビル・アレンの隣によくいる。母親は彼女と同じように金髪である。卵を育てる話ではティミーと一緒だった。
「The Stick of Truth」では表向きは親切な女の子だが、本性は陰険であるとされており、三歳の少女からジャスティン・ビーバーの人形を取り上げて泣かせたりしている。
ニコール（Nichole）
声 - レーラ・インコーネグロ
転校生のアフリカ系アメリカ人。カートマンの計らいでトークンと付き合うが、カートマンが自分から破局に追いやってしまう。その後彼女が付き合ったカイルにカートマンが告白してカイルがホモセクシャルであるように見せかけてトークンともう一度復縁させた。サウスパークカウズのチアリーダーにも所属している。レッドとは一緒に主人公たちの開いたパーティで一緒に歩いていた。ウェンディに「目が変」と言われている。ボードゲームの達人。
ブラッドリー・ビッグル（Bradley Biggle）
S14#11からS14#13のCoonシリーズではミントベリークランチとして登場した。実はコークジョンという星から地球に送り込まれた異星人で、本名はゴークザラー。クーン&フレンズの中ではミステリオンと並び、本物の超能力を持ち、その力は地上に現れたクトゥルフを撃退するほど。ゴスキッズのヘンリエッタ・ビッグル（Henrietta Biggle）はブラッドリーの姉である。

### その他
6年生達（The 6th Graders）
声 - 山口勝平ほか / 英 - エイプリル・スティワート、マット・ストーン
乱暴な上級生達。自転車に乗って集団で行動する。AVやおっぱいの写真で興奮する年頃。リーダーはアジア系の顔をしており、シャツに自分の顔をプリントしていて、常に取り巻きが2人付いている。最初は5年生だったがスタン達が4年生に進級すると同時に彼等も6年生に進級した。初登場はパイロット版。
スコット・テナーマン（Scott Tenorman）
声 - 乃村健次 / 英 - トビー・モートン、トレイ・パーカー（第14シーズン）
9年生（日本の中学三年生に相当。ただし六年生と行動していることもある）のジンジャーの少年。カートマンの異母兄（後述）。
裕福な家の育ちで家では良い子を演じるが、本性は劣悪。当初、カートマンを陰毛を使ってからかい金を騙し取るなど、ちょっとしたいたずらを仕掛けていたが、次第にエスカレートし、彼から深い恨みを買う。最終的に両親を殺害された上、その肉片の入ったチリを食わされ、ファンのレディオヘッドから罵倒される、という報復を受け精神を病む（S6#1）。
シーズン14第3話の記念回でカートマンへの復讐者、またジンジャーの首領となって再登場する。復讐のためカートマンの実父を調べたところ、それが他ならぬ自身の父・ジャック・テナーマン（デンバー・ブロンコスの選手だった）であることを明かし、カートマンが実の父を殺害し腹違いの兄にそれを食わせたのだと精神攻撃し復讐を果たす（しかし、カートマンは父殺しではなく、ジンジャーの血が半分入っていたことにショックを受ける）。その後、スーパーベストフレンズのアジトへの突入を自分を止めるためだと勘違いし、ジェットパックで逃亡する。
メインの登場はS6#1とS14#3だが、その間は精神病院にいたとS14#3で述べている。ただし、端役としてはS9#6にて、両親の墓の前で泣き崩れる彼の姿が確認できる。
ゴス・キッズ（Goth Kids）
声 - 山口勝平（ピート）、乃村健次（マイケル）、川上とも子（ヘンリエッタ）、鈴木紀子（ファークル）、FOX版 - 林勇（ピート）、武田華（ヘンリエッタ、ファークル）、Netflix版 - 佐藤せつじ（ピート）、寺依沙織（ヘンリエッタ）
サウスパーク小に通うゴスな服装と行動を信条とする4人組の仲良しグループ。ゴス・バンドを結成し、音楽活動も行っている。ヘンリエッタ以外の3名の名前は第17シーズン第4話で判明した。
黒髪に赤毛の混じった頭髪に垂らした前髪がトレードマークのボーカル担当のピートを中心に、よく指をならしギターやダンスもできる癖っ毛で長身のマイケル、キーボードと親の車の運転もこなすヘンリエッタという小太りの女の子、ドラムを担当する異様に小さい年下の男の子ファークルからなる。異彩を放つ存在で他の生徒とあまりかかわりを持たないが、スタンやバターズらとは一定の交流関係がある。ヘンリエッタはブラッドリーの姉である。
小学生ながら、平然と校内で喫煙をし、夜遅くまでファミレスに屯しコーヒーを飲むのが日課。また、吸血鬼ルックが校内で流行し、周囲らからそのファッションセンスを混同視されたときは、すさまじい嫌悪感を見せ、とんでもない行動に出た。
ダギー（Dougie）
声 - 山口勝平
2年生。バターズの唯一の親友であり、「ジェネラル・デザスター」と称してプロフェッサー・カオスの悪事を手伝った。あごちんボール症候群の回で彼と思われる障害児がバターズの隣にいる。
ルーギー（Loogie）
声 - 高木渉 / 英 - リチャード・ベルザー
子供ギャング団のボスで、代々兄弟でサウスパークでのトゥース・フェアリー詐欺を取り仕切ってきた。両親の営んでいるイタリアンレストランで部下に指示を出している。ギャングらしく何時も目付きが悪く（半目）スーツを着込んでいるが基本的には小学生であり、全米歯科医師協会の仕掛けた罠に陥り掛けた。結果的にカイルに救われた後はギャングから足を洗った（本人曰く「フットボールチームに入る」とのこと）。ルイジと呼ばれることもあり名前は安定しない。
シーズン6でケニーの代役を探すエピソードで再登場し、上位にまで勝ち残っていた。誕生日は8月1日。
フィルモア・アンダーソン（Filmore Anderson）
声 - 平野祐貴
幼稚園児。最初は飛び級してきたアイクを妬んでいたが、最終的には彼を認めた。叔母はロージー・オドネル。
ネイサン（Nathan）
声 - トレイ・パーカー
ダウン症の少年。ジミーが行くサマーキャンプの常連。
首が斜め上方向を向いているサングラスの少年。障害児童の中では大人びており、思考も明敏。語尾が間延びにするのが特徴。子分扱いのミンジーと行動を共にすることが多い。サマーキャンプで人気者となるジミーを嫌っており、サマーキャンプ自体も嫌い。ジミーを酷い目に合わせようとするが、失敗し、かえって自分に災いとして返ってくるのが決まったパターン。
彼の両親は夫婦2人だけで夏の間中旅行を楽しみたいがために彼がサマーキャンプを嫌がっていることに対して見て見ぬふりを決め込んでいる。
ミンジー（Mimsy）
声 - 寺依沙織 / 英 - トレイ・パーカー
知的障害者の少年。ジミーが行くサマーキャンプの常連。
左目の焦点が合っていない大柄な少年。思考が遅いが、それゆえに正論を言うことが多い。ネイサンと行動を共にすることが多く、ネイサンの命令を間違って解釈したり、ネイサンの意図に反する正論を言ってしまい「黙れ!ミンジー!」と殴られることが多い。
アグリーキッズ（The Ugly Kids）
容姿の醜い五人（六人）のグループ。
The Listで登場し、女子の作ったランキングで最下位だった者は編入されてしまうという。カイルが最下位だったため、一時的に仲間になっていたが正しい順位が判明し本当の最下位のカートマンが新たに仲間に加わった（最も彼らの容貌が強烈すぎるので、カートマンですらも相対的に普通の容姿に見えてしまう）。
太った白人の少女、メガネをかけた少年、出っ歯で隈のできたピクルスが好物の少年、やつれた少年、ピアノを弾く色黒で背の小さい少年から成る。今のところ全員の名前は判明していないがピアノを弾く少年の名前はヤマールと判明している。
S17#7でプレイステーションかXbox派に町の子供たち全員が分かれた時にはプレイステーション側にいた。

## 小学校の教師達
ギャリソン先生（Mr. Herbert Garrison/Mrs. Janet Garrison）
声 - 田口トモロヲ、無修正映画版 - 谷省吾、FOX版 - 木内秀信、Netflix版 - 佐藤せつじ、TBS版 - 池水通洋 (シーズン27） / 英 - トレイ・パーカー
本名はハーバート・ギャリソン。サウスパーク小学校の教師で、スタンたちの担任。41歳。
非常識なサウスパークの大人達の中でも、さらに輪をかけて人格に問題がある描写が多々ある中年男性。平生の態度は教師らしい当たり障りの無い人物だが、その節々で人格破綻者を思わせる言動を行うことがあり、特に同性愛者であることを認めた以降はそれが顕著となる。ギャリソンによれば自分の人格形成に大きな影響を与えたのは父から性的ないたずらを「されなかった」ことだという（S3#17）。
ギャリソンは物語の経過によって性的趣向が次々と変わっていくキャラクターである。ごく初期においてはゲイっぽいと揶揄されることはあっても、整形して女性にモテようとするなど、異性愛者であった（S1#11）。しかし、徐々に（本人は怒りながら否定するものの）同性愛者的な素養を見せるようになっていく。特にシーズン2でハット君の存在を、抑圧された同性愛の表れだと精神科医に指摘された以降は（S2#8）、同性愛者であるが、それを頑なに認めようとしないキャラクターとして確立する。その後、少年に対する性交渉が発覚し、学校を辞め恋愛小説家に転職するも（S4#6）、（本人は普通の恋愛小説のつもりが）ゲイ小説として大賞を取ってしまい、世を捨てて山に篭る。最終的にゲイの自分と向き合い、ゲイであることを受け入れ、以後、公然と同性愛者として振舞うようになる（S4#11）。性的趣向を理由に小学校教諭への復職は拒否され、しばらく幼稚園の教諭としてアイクの担任となるが、シーズン6後半で、チョクソンディックの死を受けてスタンら4年生の教師に復職する（S6#14）。この際、ハット君を捨てている。復職してからはパートナーのスレイブ君を副担任として授業を行う。その後、シーズン9で自分は同性愛者でなく性別違和だったと考え、性転換手術を受けミセス・ギャリソンと名乗りはじめる（S9#1）。第11シーズンでは同性愛者として女性を好きになり（レズビアン）、第12シーズンでマウスで培養して作りだしたペニスを使って再度性転換手術を行い元に戻った。その後は化粧もやめ、外見は初期に近い形となり、幾分かおとなしくなっている。
専門の教科は歴史だというが、しばしば描写される授業で歴史を扱ったことはほとんどない。大概は『レ・ミゼラブル』や『氷と炎の歌』シリーズを実際の史実であるかのように授業していたり、長編テレビドラマシリーズを見せて、その感想や次の展開を予測させるというものである。
シーズン19では大統領候補として出馬しており、新カナダ大統領を強姦した上殺害したため支持を得（しかしサウスパークは差別主義者で偏屈な白人しかいない町と思われるようになった）、シーズン20では次期大統領となっており、ドナルド・トランプを思わせるカツラをかぶり仕草もトランプに近い。
シーズン24にて大統領を辞任し、再びスタン達のクラスの担任として戻ってきた。
ハット君
ギャリソン先生が右腕につけている腕人形。シーズン6でギャリソンが4年生のクラスに復職するまで付けていた。性格は口汚く性悪的で、ゲイ。ハット君が喋る時はギャリソンの口が動くなど、明白にギャリソンの腹話術人形であるが、稀にギャリソンから独立して動いたとしか思えないようなことがある。
作中ではハット君は抑圧されたギャリソンの心の現われと指摘されており、ハット君がゲイであったり、口汚いのは、ハット君を通してギャリソンの本心を発しているためだとされる。そのため、シーズン6でハット君を捨てた後は、ギャリソンは公然と同性愛者であることや、汚い言葉を用いるようになっている。
シーズン2ではハット君が「男の尻を追いかけて出て行った」という体裁で一時登場せず、その間は小枝に服を着せただけの「小枝君」がハット君の代役だった。
上述の通りシーズン6以降はギャリソンが付けなくなったことで登場しなくなったが、シーズン14ではカートマンの父親の秘密を握る者として再登場した他、シーズン24で再度ギャリソンが教職に復帰した際に登場している。
シェフ（Jerome "Chef" McElroy）
声 - ブラザー・コーン・第5シリーズのみ小林正寛、FOX版 - 木村雅史、無修正映画版 - 平井善之（アメリカザリガニ） / 英 - アイザック・ヘイズ
学校の食堂で働く調理師。本名はジェローム・マッケロイ。町内では数少ない黒人男性の一人。初期のエピソードでは体育の授業を担当する描写もあった。
コック帽と髭面、恰幅の良い体格の人物で、サウスパークでは数少ない常識のある大人。黒人民権運動に賛同するなど社会活動にも積極的に参加する一方、過激な黒人運動には距離を置くなどバランス感覚も持ち、主人公達からの信頼も厚い。一方、後述する好色の欠点もある。
大の女好きで、カートマンの母を含め関係を持った女性も多数いる。歌が得意だが、時にピー音が連発されるほど歌詞が卑猥なため、子供に意味が通じる事は少ない。子供たちのアドバイスも、大人故の含蓄はあるもののアダルティーな例えが多く、正しく伝わらないこともある（劇場版で女の子に好かれる方法を尋ねてきたスタンに平然と「クリトリスを探せばいい」と言い放つなど）。第1話からの登場人物であり、当初は他の大人たちと同様に非常識な大人の一人であったが、第7話にて常識的な大人としてスタンらに助言する後の人物像が確立した。
第10シーズン第1話にて、入会したスーパーアドベンチャークラブで幼児愛者に洗脳されてしまい、最期は橋が稲妻による破壊の際には地面の底へと落ちて腹が突き刺し、胸が銃撃たれ、ライオンとクマによる惨殺され死亡。彼の死が主人公4組の心に傷を残した。
この回は製作の背景が特殊であり、長年シェフの声を務めたアイザックがサイエントロジーの信者であったため、しばしばサイエントロジーを侮辱的に扱った製作陣と対立、第9シーズンまでで役を降りていた。最終的にスターウォーズ：エピソード3のパロディでダースベイダーに擬えて裏切り者扱いされているが、同時にカイルの言葉を通して、アイザックへの感謝と憎むべきはカルトという製作サイドの主張がなされている。このようにS10#1は、カルトに嵌った親友（シェフ＝アイザック）を助け出そうとするが適わないという製作サイドの事情がストーリーラインに反映されている。
「The Stick of Truth」でクライドによってUFOから漏れた、人間をナチスゾンビにする液体を投与され、ナチ・ゾンビシェフとして復活。主人公達の前に立ち塞がる。戦闘中に支配から脱しかけるも、苛立ったクライドによって火炎瓶を投げられ、体を燃やされたところに主人公に屁をこかれ、勢いが強くなった炎で再度死亡した。
マッケイさん（Mr. Mackey）
声 - 松尾貴史、FOX版 - 桐本琢也、Netflix版 - 落合弘治、無修正映画版 - 西井隆詞（現：ラジバンダリ西井）（歌 - 宮内良） / 英 - トレイ・パーカー
学校のカウンセラー。異常に頭がでかくアンバランスな体型の男性。自宅の番地は1000でポストが三つも設置されている。
指導室で生徒達のカウセリングの他、ドラッグやアルコール、喫煙の害などを説いたりしている。特に語尾に「んけ〜い（M'kay）」と付けるなど、ねちっこく嫌味な話し方をするため生徒からは嫌われている。ハット君（ギャリソン）からはカウンセラーとしての能力は低いと評されているが、相手と心の波長を合わせて考えを読み取るという超能力的な力を発揮したこともある。基本的には受身な性格で周りに流されることが多いが、シーズン10以降は自分の思い通りにならないと幼稚園児相手でもキレる理不尽な面もしばしば登場する。また、ジャグジーを所有している。ネクタイを外すと普通の頭の大きさになる。
モデルはトレイの学生時代のカウンセラー。
チョクソンディック先生（Ms. Diane Choksondik）
声 - 乃村健次 / 英 - トレイ・パーカー
第4シーズンから登場する担任。第6シーズンで死亡。
オールドミスの女性教師で、ギャリソンに代わって4年生になった主人公達の担任となる。顔は不細工で胸はシャツの裾からはみ出るほど垂れている。しばしばヒステリックを起こすため、生徒達からの評価は良くない。学生時代アメフト部のキャプテンと3日間だけ付き合ったことがあるが、実はキャプテンに対する罰ゲームだったと知らされ、男性や性行為に強い嫌悪感を抱く。その後、紆余曲折を経てマッケイと付き合うようになる。
第6シーズンにて唐突に惨殺され、物語から退場する。生徒達はその死を喜んだ。
名前のChoksondikは“chokes on dick”（チンコで窒息する）という意味であり、作中でも揶揄される。
スレイブ君（Mr. Slave）
声 - 乃村健次 / 英 - ジョン・ハンソン
第6シーズンから登場する担任補佐。ギャリソンの恋人。
いかにもゲイといった外見の男で、自他共に認める変態。第6シーズンで復職したギャリソンが、ゲイを理由に解雇され、多額の賠償金をせしめようとする計画のために連れてこられる。結局解雇に至らず計画は失敗するが、その後も担任補佐兼ギャリソンのパートナーとして学校に残る。性癖は特徴的なものの、それを除けば常識人。
第9シーズンでギャリソンが性転換すると、彼とゲイに対する考え方の違いに悩み別居、その後ビッグ・ゲイ・アルと結婚し学校を辞める。レギュラーキャラクターから外れたが、その後もしばしば登場する。
名前のスレイブ（Slave）は英語で奴隷という意味である。
クラブツリーさん（Mrs. Veronica Crabtree）
声 - 鈴木紀子
本名はヴェロニカ・クラブツリー。サウスパーク小学校の送迎バスの女性運転手。
ボサボサ髪に乱雑な歯といった、いかつい顔の中年女性で頭に鳥を飼っている。口が悪く、大概は怒鳴っているが本性は良い人と思われる描写も多々ある。
バスに乗らない、走行中に立っているなどした時、大声で威嚇するように注意する。それを受けて、注意された側がババアやビッチなどを含んだ言葉で悪態をつくが、上手く聞き取れず「なんだって？」と聞き返し、それに対して言った本人が前言を誤魔化して発言し、それに「その通りね」と返答してあっさり引き下がるのが決まりパターンである。また、ウサギに銃を突き付け「○○しないとウサちゃんを殺すぞ！」と注意することもある。
初期の準レギュラーであり、シーズン2第7話では彼女が主要人物の1人として活躍したが、徐々に出番が減り、モブとしての登場すらほとんど無くなる。シーズン4第15話ではケニーの冠番組に出演し、偽物のケニー（本物は売春容疑で逮捕されて刑務所にいた）を自分の子宮に潜り込ませ窒息死させたが、この際16の時に経験済みであることを告白している（その時に身ごもったと思われる子供が、偽物のケニーを死亡させた後、成長した状態で死体となって出てきていた）。ついに第8シーズンで出番の少なさを理由に連続殺人犯に惨殺され、以後登場しない。彼女の後のバスの運転手としてはヒスパニック系の男性が登場している（S12#5）。
アドラー先生（Mr. Richard Adler）
声 - 乃村健次、Netflix版 - 佐藤せつじ
本名はリチャード・アドラー。技術の授業担当の先生。気が短く、ニコチンガムを服用している。過去に飛行機のパイロットだった妻（実写）を事故で亡くしておりそれがトラウマとなっていた。それがきっかけで一時自殺するまでに追い込まれたが、ケニーが死亡した時に霊媒された彼の妻・おばあちゃん・おじさんに説得され、生きる希望を持った。頭に絆創膏が貼ってある。口癖は「ふざけるんじゃない」。
ビクトリア校長（Principal Victoria）
声 - 鈴木紀子、FOX版 - 武田華
サウスパーク小学校の校長。
落ち着いた言動の女性で、サウスパークの住人の中では比較的常識人。ただし、カートマンにKKKの格好をさせるなど、ネジの飛んだ行動をすることも稀にある。基本は生徒の親達や町が二分され対立した時など、マクダニエルズ市長と共に中立的に振舞うが、ただの日和見主義者の面も強い。ただし、カートマンが乳癌を馬鹿にし、ウェンディと争った際には、親達を利用されて戦えなくなったウェンディに対して、自身も乳癌だった過去を明かして戦うよう奮起させている。
シーズン19で本人の登場や説明もなく、突如校長をクビになり、代わりにPC校長が就任する。その後、同シーズン終盤において登場し、真相を明かす。
ゴーラムさん（Nurse Gollum）
声 - 幸田夏穂
サウスパーク小学校の保健室に勤務する養護教諭。頭に結合双生児の兄弟である死んだ胎児がくっついており子供達は怖がっているが、本人は個性だと言って気にしていない。コロラド大学を卒業している。
ポリコレ校長/PC校長（PC Principal/Peter Charles）
声 - 佐藤せつじ / 英 - トレイ・パーカー
シーズン19より登場したビクトリア校長の後任の校長。本名はピーター・チャールズ。
金髪に短いアゴ髭を生やし、常にオークリーのサングラスを掛けた筋肉質の男。常に半袖シャツでジムトレーナーのような外見ながら、テキサスA＆M大学の卒業生で、その名前の通りPC（政治的正しさ、ポリティカル・コレクトネス）に非常に敏感な人物。PCを守らせるためには、それ以上の過激な暴力や人格批判を平然と行い、カートマンすら従順にさせ、特に気に食わない相手には殺害も厭わない。また、大学時代の友人たちとフラタニティ風のPCを守らせるための団体に所属している。
シーズン19のメインストーリーにおける主要人物であり、シーズン終盤に、オンライン広告を含む大きな陰謀によって作られた存在だと発覚する。PC校長にはそれまでその自覚がなく、自分の正体を知ってアイデンティティに悩むが、不寛容から人類を守るという意義のために、陰謀の黒幕である広告業から独立し、そのまま校長職に留まる。シーズン21で副校長のストロング・ウーマンを妊娠させ、シーズン22では5人の子供が登場している。
ストロング・ウーマン
声 - 寺依沙織
シーズン21より登場した副校長。
PC校長が校内のイジメ問題に対処するために副校長として雇われた女性（S21#9）。登場時にPC校長のスピーチを遮って自己のスピーチを始めるなどの自己主張の強さを見せるが、その態度によってPC校長から惚れられる。登場回の終盤に起こったギャリソン大統領のカナダへの核攻撃の一件を通して両想いとなり、次話（S21#10）で校長と性的関係を結んで妊娠し、シーズン22にて5人の子供を出産する。
ヴェネズエラさん（Mr. Venezuela）
声 - 小形満、英 - マット・ストーン
サウスパーク小学校のバス運転手兼用務員のラテン系の男性。名前のとおりヴェネズエラ人である。クラブツリーさんの後任としてシーズン12から登場。
もともとサウスパーク小で働いておらず差別の歴史博物館で働くメキシコ人という設定だった。

## 子供たちの家族

### マーシュ家
スタンの家族。一家のファーストネームは、作者のトレイ・パーカーの家族から取ったもの。代々、ある秘密を守る組織の幹部であり、それを継いでいくことに誇りを持っている。
ランディ・マーシュ（Randall "Randy" Marsh）
声 - 乃村健次、無修正映画版 - 木下隆行、Netflix版 - 佐藤愁貴、TBS版 - 所ジョージ (シーズン27） / 英 - トレイ・パーカー
スタンの父。45歳。職業は地質学者。博士号を持ち、アメリカ地質調査所の非常勤職員として勤務している。他に歌手活動やショッピングモールの警備、学食のコックなど色々な副業を持ち、家計の足しにしている。ジンボとは種違いの異父兄弟にあたる。スタンの身近な大人の男性として良い見本にも悪い見本にもなっている。
芸達者で様々な趣味を持ち、量販店での買い物、ホームビデオ撮影、マルガリータ製造機、息子のパインウッドダービー（木製模型によるカーレース）、アダルトサイトやネットゲーム、モンゴル語、料理、性器を使ったマジック、作曲や音楽活動などに熱中し、前述の通り副業にまでなった趣味もある。かつてヒッピーだった事があり、その時代に覚えたマリファナにも精通しており、銘柄で指定できるほど。後に医療用のマリファナを購入するために自ら睾丸癌に罹るよう励み、無事に癌を発症（同時に睾丸が肥大化）しマリファナを合法的に吸えるようになった。一度ハマり出すと止まらなくなる凝り性持ちで、その異様な熱意が町を巻き込む騒動の発端となる事も多い。
高校時代、合唱団に所属していた時に芸能界へスカウトされ、学校を辞めて17歳でアイドルとしてデビューして売れっ子になった経験を持つ。新しいアイドルをデビューさせる事務所の意向であっさりとクビになり、財産も事務所の資産として取り上げられ、サウスパークに戻って来たときに住民に一発屋として馬鹿にされたことがある。大学に進んで地質学者になった現在はその過去の苦い経験を隠し、スタン達がアイドルグループを結成しようとしたときには猛反対した事もある。一方でスタンにギターやダンスを仕込もうとしたり、度々音楽活動を行ったり、若い世代で流行しているバンドを理解しようとしたり、音楽への熱意は失っていない。第18シーズン3話「The Cissy」では女性歌手ロードの正体である事が判明し、女装と曲の加工を駆使して活躍していた。
政治的にはリベラルな言動が多く（2008年の大統領戦ではバラク・オバマ当選に熱狂していた）、町で保守派とリベラル派が対立する時はリベラル側の旗手になる事が多い。投票への必要性をスタンに説いた事もある。クイズ番組の収録中、差別用語（穴埋め問題でN○GGERという問題が出た際に、NAGGER（小言の意）が正解の所をNIGGERと答えてしまう）を発してしまい社会的な信用を大きく失った。
P.F.チャングスでの食事を好んでいる模様。人糞の大きさの世界記録保持者である（第11シーズン9話「More crap」正しくは重さで判断している。世界2位はボノであるらしい）。シリーズ初期では特段には目立たないふぬけ親父で、兄のジンボの方が目立っていた。しかしシリーズ中期から間違った方向に奔走するアホ親父として描かれるようになり、子供達と並んで物語を主導するトラブルメーカーの役割が定着した。
妻のシャロンとは子供の頃からの付き合いで若い頃は一緒にヒッピーをしていた。カイルの父ジェラルドとは親しい間柄だが、友情が高じて一線を越えた事がある。
シャロン・マーシュ（Sharon Marsh）
声 - 鈴木紀子、FOX版 - 武田華、Netflix版 - 寺依沙織 / 英 - メアリー・ケイ・バーグマン→エリザ・シュナイダー
スタンの母。42歳。旧姓はキンブル。日中は、形成外科の受付をしている。このため、両親ともに出払っていることが多く、スタンの家が子供たちの遊び場になることが多い。ランディとは子供の時からの付き合いである。ランディが時折とる奔放な行動に頭を悩ませることもあるが、シャロンがおかしくなることもある。マーシュ家では一番の常識人。設定では美人で巨乳らしく、小学校の上級生やバターズはシャロンの胸のファンである。誕生日は12月16日。
シェリー・マーシュ（Shelley Marsh）
声 - 鈴木紀子
歯を矯正中のスタンの姉。13歳。矯正装置の影響か、会話の途中に唾液を啜る音をたてる。恐ろしく凶暴的で気に入らないことがあるとスタンに八つ当たりする。暴力、暴言ともに甚だしいが、両親はそれに気づいていない。ただし唯一、第12シーズン6話「Over Logging」でネットが繋がらない腹癒せにスタンを殴った所を両親に目撃され、止めに入られている。しかし、野蛮な面とは裏腹に、歯に矯正器具をつけていることや、自信の容姿が優れず、周りの男子からモテないことなどに、コンプレックスを抱く年頃のティーンとしての面も垣間見える。
『フレンズ』や『バフィー 〜恋する十字架〜』などのテレビドラマを観るのが日課で、弟スタンとのチャンネル争いがこじれると、弟に制裁を加え黙らせる。その一方で、本当にスタンが困っている時には助けてくれるという中途半端な優しさを持つ。
第3シーズンでカートマンと協力し、22歳の彼氏に復讐したこともある（その後、上記の「Over Logging」でアミール（黒人か色黒なだけなのかは不明）という彼氏が出来ており、時折iChatで会話している）。生理時は、家中が文字通り血の海になるほどの月経血が出る。誕生日は11月24日。
お爺ちゃん（"Grampa" Marvin Marsh）
声 - 小形満 / 英 - トレイ・パーカー
本名：マーヴィン・マーシュ。スタンの祖父でランディの父。ジンボとは血が繋がっていない。102歳。
車椅子で行動し、100歳を超えているにしては明敏な頭脳と行動力を持つ老人。被保護者扱いされるのをとても嫌う。何度間違いを指摘されても、スタンのことをいつもビリーと呼ぶ。
初登場はシーズン1第6話であり、退屈な生活から死を望んでスタンに自分を殺害させようとしていたが、同様の理由で自分が殺した祖父の霊に忠告され、自然死を望むようになる。その後は稀に脇役で登場し、しばしば町の老人達の代表や、最長老として行動することもある。シーズン14で再登場した際には老人ホーム暮らしとなっている。
スパーキー（Sparky）
声 - ジョージ・クルーニー
スタンの飼い犬で性別は♂。ゲイ。クライドの愛犬レックス（♂）を犯したことがある。シーズン8の第1話「キケンなニンジャごっこ」では手裏剣が目に刺さったバターズが動物病院で受けられるように犬に変装するため、スタンによってバリカンで自分の毛を刈られていた。

### ブロフロフスキー家
ユダヤ系アメリカ人の一家。リビングにはハヌッキーヤーが飾られている。
ジェラルド・ブロフロフスキー（Gerald Broflovski）
声 - 小形満、Netflix版 - 多田野曜平 / 英 - マット・ストーン
カイルの父。41歳。弁護士。ユダヤ人。
鈎鼻にキッパーとステレオタイプなユダヤ人像の男性で、脱ぐと毛深く頭は禿げている。サウスパークの大人達の中では常識人の部類に入るが、ユダヤ人らしく金儲けに目が無かったり、インテリ故の傲慢さで、しばしば暴走する。
敬虔なユダヤ教徒であり、息子達を立派なユダヤ人にしたいと考えている。ただ妻のシーラが教育で暴走しがちなのに対し、相対的な価値観を持っており、シーラが激怒する事案でも、驚きこそすれ、カイルに理解を示して擁護することも多い。
ランディとは息子達と同様に幼少時からの親友であり、行動を共にすることがよくある。ケニーの父・スチュワートとも親友であったが大学時代に疎遠となり、以後、裕福なインテリと無教養な貧乏人という形で避け合っていた。
回を追う毎にランディの奇行とは比べ物にならないほどの卑劣漢の一面が見えるようになった。
シーラ・ブロフロフスキー（Sheila Broflovski）
声 - 鈴木紀子、FOX版 - 武田華、無修正映画版 - 岡田美子、Netflix版 - 川井田夏海 / 英 - メアリー・ケイ・バーグマン→モナ・マーシャル
束ねた赤毛で太った体型の女性。いわゆる教育ママ的な人物で、息子達の躾に厳しく教育熱心。強硬な市民活動家でもあり、差別問題などにも熱心であるが、実際のところ相手のことは何一つ考えていない身勝手かつ自己満足的な面が強く、結局差別を活発化させているケースが多い。作中で皮肉る対象を激しく扇動する役回りとなることもよくあり、カイルの大きな悩みの種そのものである。本人に自覚はないが、実の所作中最悪の差別主義者。
ニュージャージーの出身であり、かつては不良少女であった。そのため、ニュージャージー出身者の危険性を誰よりも熟知しており、自身も素が出るとニュージャージー的な汚い言葉が出る。
シリーズを追う毎に素行が悪化した夫と比べると往年ほどの強硬さは薄れ、幾分か穏やかな性格となっている。
アイク・ブロフロフスキー（Ike Moisha Broflovski）
声 - 田中大偉（ − シーズン3）→平野祐貴（シーズン4 − シーズン7）→川井田夏海（Netflix版）、思春期 - 佐藤せつじ
本名はアイク・モイシャ・ブロフロフスキー。カイルの弟。3歳の幼稚園児。カナダ系で、ブロフロフスキー家の養子として育てられている。出生時の本名はピーター・ギンツ。テレンス＆フィリップ同様、作中で登場する「カナダ人」らしく、円らな瞳に、上下にパクパク開く口をしている。蹴っ飛ばされたり、窓ガラスを突き抜けたり、テーブルの柱にされても無傷だった。映画版ではネズミ一匹を丸呑みする。初期は、よく兄のカイルに「キック・ザ・ベイビー！」の掛け声とともに蹴り飛ばされていた。本人も「キック・ザ・ベイビーしないで！」と懇願する場面もあり、あまり嬉しくはない様子であった。中期頃からは兄の暴力もすっかり収まり、虐待を受けることはなくなった。
一度、カナダから実の両親が来て取り戻されたが、カイルが迎えに行ってサウスパークへ帰った。新聞や小説を読み、夜のニュース番組（特に、イスラエル問題が気になるらしい）を観るのが日課の超天才児。そのため、飛び級して幼稚園に通っている。10シーズンでは幼稚園の先生と駆け落ちし心中しようとするが土壇場で自分だけやめる。知能の高さに反し、まだまだ幼児らしく、食べ物の好き嫌いがあり、母シーラを困らせている場面も見受けられる。また、言葉も、特定の言葉を拙い口調で話す程度だが、上手に歌を歌い、あらぬ暴言を吐くことも。名前の"Ike"は、兄の名前"Kyle"と合わせ縮めて読むと"kike"となり、ユダヤ人を指す蔑称となるが、このことに関し公式に言及されたことはない。シーズン13では、日々の宿題にウンザリし、海賊になるため、ジャック・スパロウのコスプレをし、兄の同級生たちとソマリアへ行く。しかし、ソマリア人の置かれている惨状に心を痛め、海賊になることを断念した。また、死んだ芸能人の霊魂だけが、なぜか見えてしまうという特異な体質の持ち主。その能力が祟ってか、逝去したあのセレブに憑依されてしまう。シーズン15ではカナダ王女を虫歯から救い、騎士号を授かった（ただしアメリカから見ればガールスカウトの班長やスポーツ用品店のマネージャー見習 程度）。シーズン17では誤送された過剰の男性ホルモンを摂取し、精神が思春期 状態になってしまう。誕生日は12月17日。
原語版およびWOWOW吹替版では、アイクと同じ年頃の幼児が声優を務めている。日本語版の声優である田中大偉（2011年に交通事故で死去）は初登場エピソードの当時5歳であった。

### カートマン家
リアン・カートマン（Liane Cartman）
声 - 鈴木紀子、FOX版 - 武田華、無修正映画版 - 山元はとみ、Netflix版 - 金子沙希
エリック・カートマンの母。32歳。
息子に似合わないおっとりした女性だが、本性は大の男好きのあばずれ。サウスパークの住人の男はほとんど彼女と経験があるとされ、それどころか女性達とも関係を持つという。後述のように一人息子のエリックを溺愛している。一族は皆肥満体であるが、リアンのみ普通の体系である。
「エリックちゃん」、「私のかわいいマフィンちゃん」などと呼んで一人息子のエリックを溺愛し、いつも息子の理不尽な要求を飲んで甘やかしている。ただし、稀に厳しく躾けることがあり（S15#2など）、特にS10#7では優秀なドッグトレーナーの指導を受けて息子を厳しく躾け、更生させている（しかし、最後に甘やかし無駄に終わった）。また、S2でのカートマンの父親探しでは、次々と政治家と寝て合法的に息子を殺害しようとした。S14以降は初期ほどエリックを甘やかさなくなっている（とはいえ他の親たち比べるとまだ甘いが）。
しばしばテーマとなるエリックの父親は誰かというエピソードで彼女の設定が掘り下げられたり、変更されることがある。S2で男性器のみが機能している両性具有者だと判明し、実際は母ではなく父だったということになった。しかし、S14において父親がスコット・テナーマンの父だったと明らかにされ、両性具有の話は真実から遠ざけるための嘘だと判明した。
キティ（Mr. Kitty）
声 - ジェイ・レノ
カートマンの飼っている猫。いつもカートマンにお菓子を分けてもらえない。英語版ではカートマンはキティーを"Mr.Kitty"と呼ぶが、実際はメス猫である。猫の乱交パーティを開いたことがある。
フラッフィ（Fluffy）
カートマンの飼っているミニチュアブタで性別は♀。シェフの歌で興奮したカイルの飼っている象に掘られ、ギャリソン先生似の子供ブタを生んだことがある。登場話数は2話のみ。

### マコーミック家
スチュワート・マコーミック（Stuart McCormick）
声 - 乃村健次、Netflix版 - 落合弘治 / 英 - マット・ストーン
ケニーの父。33歳。
無職の酒浸りという典型的なプアホワイト。妻とよく喧嘩し、貧しい生活を嘆く言動もあるが働こうとしない。政治的な対立では保守派に付くことが多い。
カイルの父・ジェラルドの幼馴染で、ジェラルドが大学進学で袂を分かつまで親友だった。しばしばカートマンからスラムと揶揄されるマコーミック家の家屋は彼とジェラルドが子供時代2年かけて作った秘密基地。
妻のキャロルとかつて邪教の信者だったことがあり、これがケニーの死に関する謎の原因となっている。
キャロライン・マコーミック（Caroline McCormick）
声 - 鈴木紀子、Netflix版 - 寺依沙織 / 英 - メアリー・ケイ・バーグマン→エリザ・シュナイダー→エイプリル・スティワート
ケニーの母。キャロルとも呼ばれる。「バカと一緒」（I'm with Stupid）と書かれた服を着ている。26歳。彼女が働いて収入を得ている。ややヒステリック。口元に謎のシミがついている。マコーミック家の定番メニューである冷凍食品のワッフルを、よく食卓に出す。また、来客に対しても特に気を使うことなく、貧相な持て成しを平気でする。
ケビン・マコーミック（Kevin McCormick）
声 - 鈴木紀子 / 英 - トレイ・パーカー
ケニーの兄。14歳。両親と同じように薄汚れている。登場することは滅多にない。
第15シーズン第14話で冒頭から父スチュワートと大喧嘩を繰り広げていた。
カレン・マコーミック（Karen McCormick）
声 - セレステ・ハビエル→コリーン・ヴィラール
ケニーの妹。薄汚れている。ケニーとは仲が良く、いつも人形を大切に持っている。
ミステリオンのことを天使と呼び、信頼している。

### ストッチ家
スティーブン・ストッチ（Chris Stotch/Stephen Stotch）
声 - 小形満、乃村健次（S04E16）、Netflix版 - 佐藤せつじ / 英 - トレイ・パーカー
初期の名前はクリス。バターズの父。36歳。
普段の態度は常識的に見えるが、思い込みが激しく、ギャリソンやカートマン並に人格に問題があるサウスパーク的な人物。典型的なパターンとして、大概はバターズに非はなく、むしろ被害者ですらある場合も、初めからバターズが悪いことをしたと有無を言わさず決め付け、彼の説明も言い訳として聞く耳を持とうとせず、些細な理由で「外出禁止だ！」と息子を罰したり、脅したりする。また、自身の理不尽な厳しい躾（冷蔵庫の中身をABC順に揃えるなど）でバターズを責めることも多く、明らかに虐待を疑うものが多い。いかに理不尽でも内省的なバターズが受け入れてしまうので問題にならないが、何らかの理由でバターズが反抗的な態度に出ると途端に弱気になる一面も見られ、内心では息子を恐れている節がある模様。また、息子が死んだのに蘇ったと勘違いした際は、息子の食事として殺人を犯し、その死体を食べさせようとした。
元々ストレート（異性愛者）であったが、結婚後にバイキュリアス（異性愛者だが同性愛に興味がある）となり、ハッテン場に通っていた。これがストッチ家の家庭崩壊を招き、最終的に行動を改めたとするが、その後もしばしばゲイっぽい行動をとる。
リンダ・ストッチ（Linda Stotch）
声 - 鈴木紀子、FOX版 - 武田華 / 英 - モナ・マーシャル
バターズの母。34歳のエンジニア。夫に比べ息子への愛情を示している（息子が死んだと勘違いした際には号泣している）。しかし、夫の理不尽や虐待を咎める事は殆ど無く、そればかりか夫に加勢して更にバターズを追い込んだりする為、根っこの部分は夫と同じ模様。ヒステリック気味で、主人の性癖を知って精神を病み、バターズを殺して自分も自殺しようとしたこともあった。誕生日は11月2日。

## 町の住人
ジンボ・カーン（Jimbo Kern）
声 - 小形満、無修正映画版 - 小野坂昌也 / 英 - マット・ストーン
ランディの種違いの兄。51歳。独身。第2シーズン6話では自己紹介の際に「ジンボ・カーニー」と名乗っていた。
狩猟が趣味で銃器店を営む男。ネッドと行動することが多い。典型的な保守的・南部的なアメリカ人で、アホなサウスパークの大人の代表。ごく初期からの登場人物であり、ジンボおじさんとしてスタンから慕われている。ネッドと共にベトナム帰還兵で銃器の扱いには長けているが、一方で「襲われる!!」と叫べば何を撃っても許されるという口実をよく使い、乱射癖の銃狂いという一面も強い。趣味が高じて地元のケーブルテレビで狩猟番組を持っていた時期があった。
初期は奇怪な振る舞いをするケニーをスタンよりも可愛がっていたが、回を追う毎にスタンを誇りの甥として認めている。
後のシーズンでは自衛の名目でもハンティングができないようにコロラド州法が改訂されたため「適切な数に間引け!」と増えすぎた動物の数を減らす体で動物を射殺するようになった。
名前の由来は、『ザ・シンプソンズ』に登場するバートの同級生の不良ジンボとカーニーの名前をくっ付けたもの。
帽子の下は禿ている（ベトナム時代には茶髪の角刈り）。
ネッド・ガブランスキー（Ned Gerblansky）
声 - 乃村健次/英 - トレイ・パーカー
ジンボの親友。他の住民より小柄で頭でっかち。彼同様に狩猟が趣味で、動物虐待マニア。ベトナム帰還兵で、戦いの中で右腕を無くし（しかしどう見ても自爆）、タバコの吸い過ぎによる咽頭ガンにより声帯を失い、棒読み口調のボイスボックスで会話をしている（ゲップでも会話が何とか成立させられるが、電話では通用しなかった）。
前述のマリファナ入手のためにジンボと共に睾丸癌になっていることから睾丸を義玉と入れ替えている可能性が大きい。
S22#6の冒頭にてマンベアピッグに襲われ行方不明となっていたが#10にて重症ながらも生存が確認された。
マクダニエルズ市長（Mayor McDaniels）
声 - 鈴木紀子、FOX版 - 武田華 / 英 - メアリー・ケイ・バーグマン→エリザ・シュナイダー→エイプリル・スティワート
サウスパーク市長。
名声を望み自己保身第一の女性。サウスパークを全米で有名にし、いずれ自身も中央政界に出ることを望んでいるが、そのために企画することは大概失敗し、その責任を別人に押し付ける。町が二分されるような論争でも日和見主義者的な観点で中立的立場におり、自分から積極的に解決しようとしない。
初期においてはバーブラディ警部と肉体関係にある描写がしばしば挿入された。
バーブラディ巡査（Officer Barbrady）
声 - 乃村健次/英 - トレイ・パーカー
サウスパークの制服警官。
サングラスをかけた中年男。警官として未熟な上、スタンたちと同じクラスで再教育を受けさせられるほど、そもそも読み書きがまったくできない。町であまり事件が起きないため、暇をしているという（S7#7。実際には事件は頻繁に起こっているが、もっぱら捜査や犯人逮捕はイェーツが出てくる方が多い）。
イェーツ巡査部長（Sergeant Yates）
声 - 乃村健次、FOX版 - 青山穣、Netflix版 - 須田祐介 / 英 - トレイ・パーカー
サウスパーク警察署（郡警察）に勤務する巡査部長。赤毛の頭髪と髭が特徴のアイルランド系アメリカ人。
アホなバーブラディに対して、少なくとも知能は普通以上だが、サウスパークの登場人物らしく、黒人差別のような白人刑事として風刺の要素が誇張されていたり、自らが女装しての売買春の囮捜査のようなズレた行動をとる。
Mr.ハンキー（Mr. Hankey）
声 - 松尾貴史、Netflix版 - 多田野曜平 / 英 - トレイ・パーカー
クリスマスの妖精である大便。
クリスマスに現れるという妖精であり、意思を持った大便。サウスパークの下水道に住む。サンタ帽を被り、細い手足があり、クリスマスのキャラクターらしく、クリスマスっぽい曲に合わせて歌いながら縦横無尽に動き回る。しかし、ハンキーを信じる人にしか知覚できず、信じない者、意識しない者には基本的にただの大便にしか見えない（動いているところも知覚できない）。魔法を使うこともでき、杖を振って下水の津波を操ったり（『魔法使いの弟子』のパロディ）、ウンチを粘土のようにして実際に走る機関車（Poo-Choo Train）を作ることもできる。
第4シーズン17話では彼の家族が登場しており、妻と3人の子供（二男一女）がいる。
サウスパークの住人であるが、第2シーズン9話のエピソードによって全米で知られる存在となる。以降はテレビに登場する子供たちの人気キャラクターという設定になっている（S2#16など）。
第22シーズン3話ではTwitter上での不適切な発言の連発によりカイルについに見放されて街を追い出され、スプリングフィールドに移住した。
タオリー（Towelie）
声 - 小形満/英 - ヴァーノン・チャットマン
意思を持ったタオル。タオル年齢17歳。マリファナを初めとする重度の薬物中毒者。
科学の粋を結集して作られた存在で、水に関することを言うと現れる。正式名称はRG-400。本来はタオルとして人間が零した液体を自動的にふき取るといった役柄であったが、中毒症状が悪化してまともに仕事ができていない。口癖は「タオル忘れちゃだめよ〜」（Don't forget your towel!）、「キメたくなぁい?」（Do you wanna get high?）。この「Do you wanna get high?」というセリフは、アメリカのティーンエイジャーが使う一種の隠語であり、マリファナを吸わないか、という誘い文句。
第14シーズン7話はタオリーの破滅と更生を描いたエピソードであり、最終的に薬物中毒を克服する。人間の女性レベッカとの間に"Wash Clothe"（ふきん）という名の息子がいる。薬物中毒を克服した後は妻と和解し、昔のように再び家族で一緒に暮らしている。
第22シーズン4話ではランディが経営する大麻農園「テグリディー・ファーム」で農産物検査と称してマリファナを吸ってハイになっており、再び薬物中毒になっているほか、大麻農園でランディ一家と同居している。ランディとは大麻を通じて友人関係にあり、新しいマリファナの開発や大麻の訪問販売を手伝っているが、タオリーは利益至上主義のランディとは違い「大麻はみんなのもの」と考えており、第23シーズン1話でランディがMedMenとの企業合併を決断した際には「大麻は薄汚いビジネスの道具じゃなくて、神様の贈り物だ」として反発している。
マキシ神父（Priest Maxi）
声 - 乃村健次、FOX版 - 桐本琢也 / 英 - マット・ストーン
サウスパークにあるカトリック教会の神父。
祈りの聖句をNFLのデンバー・ブロンコスの応援に変えてしまったり、懺悔室の中で女性と性行為に及ぶ罰当たり。また神父になる前はゲイだったという。聖職者としてあるまじき人物であるが、しばしばカトリックネタで登場する小児愛者ではなく、小児性愛に対しては徹底的に批判する。
メフィスト博士（Dr. Alphonse Mephisto）
声 - 菊池隆則・第3シリーズ - 中田雅之 / 英 - トレイ・パーカー
本名：アルフォンス・メフィスト。マッドサイエンティスト。初期の準レギュラーキャラクター。
サウスパーク郊外のいかにも怪しい研究所で主に遺伝子関係の研究をしている初老の男性。研究用に様々な生物を飼っており、特に遺伝子操作による複数の尻を持った生物を作り出すことに執念を燃やす。スタンの不完全なクローン人間や七面鳥の遺伝子操作など、遺伝子関連で騒動を起こすことが多いが、他にも生物学が絡むような回によく登場し、カートマンの実父を調べるためのDNA鑑定や、スタンらが見つけたアイスマンの蘇生などを行う。常に助手としてケビンと呼ぶ猿のような喋らない謎の生物が傍らにいる。
甥にタランスというスタンらの同級生がいる。
ドクター医師（Dr. Doctor）
声 - 乃村健次、無修正映画版 - 小山力也、FOX版 - 木内秀信
サウスパークにある「HELLS PASS HOSPITAL」（直訳すると地獄行き病院）の常勤医師。
基本的に作中で病院が関わると登場する男性医師。医師としての能力は問題なく、平生の態度もいかにも医師らしいが、サウスパークの登場人物らしく、ズレたところでボケる（人手が足りないと言ってスタンらに開腹手術を手伝わせたり、患者として運ばれたカートマンを放置して自分にモルヒネを打つよう命じるなど）。
元ネタは『ER緊急救命室』のダグラス・ロス。ダグラス役のジョージ・クルーニーは劇場版ではドクター医師を演じた（これに倣い日本語吹き替えはダグラス担当の小山力也が吹き替えた）。映画版では「ゴーシュ医師（Dr. Gouache）」という名前が付けられていた。
ビッグ・ゲイ・アル（Big Gay Al）
声 - 梅垣義明、無修正映画版 - チョー（歌 - 宮内良） / 英 - マット・ストーン
膨よかな体型の、いわゆるおネエ系のゲイ。
ゲイとしてゲイであることに誇りを持つ人物で、ゲイに対する偏見を無くすことに尽力している。初登場はシーズン1第4話というごく初期に登場したゲストキャラクターであり、その後、シーズン5第2話で再登場。さらにシーズン9ではギャリソンと別れたスレイブ君と付き合い始め、結婚を果たす。
ごく初期の登場人物と同様に設定が変わった人物である。初登場時は、人と比べて見過ごされがちな同性愛の動物達の保護活動を行っており、スタンの飼い犬スパーキーを通してスタンに同性愛への理解と啓蒙に努める。この時はメアリー・ポピンズ的な人物であり、森の中に構えた自身の建物を初めから無かったように消してしまったり、すべてを終えると旅行カバンの中に入って旅立つ。再登場後はそのような魔法使い的な側面は無くなっており、1人の普通の同性愛者として登場する。この時は、幼い頃より参加していた（男らしさを象徴するような職業である）ボーイスカウトのリーダーであったが、エピソード中で同性愛者であることを理由に解雇されてしまう。最終的にアルの周りの人物が騒いだため、ボーイスカウト協会が誤りを認めて規則を改訂しようとするが、逆にアル自身がボーイスカウトには特定の人を拒む権利があるとして反対し、ボーイスカウト協会を去る。
トァン・ルー・キム（Tuong Lu Kim）
声 - 松尾貴史、Netflix版 - 駒谷昌男 / 英 - トレイ・パーカー
中華料理店「金鳳軒（きんぽうけん）」の店主。ステレオタイプの中国人。妻はウィング（Wing-Han-Tsang）という実在の歌手。
バーコード状の禿頭に糸目の典型的な中国人的外見の中年男性。発音も典型的な中国訛りで、店の名前を「チンポウケン」と言ってしまいスタンらにからかわれている。モンゴルと日本が大嫌い。初登場はシーズン6第1話であるが、名前は同シーズン11話で登場した。
シーズン15第6話は彼がメインとなる話であり、本当は白人で多重人格者だったことが明らかにされる。正体はサウスパークの精神科医であるウィリアム医師で、トァンは彼が抱える人格の1つだった。最終的に彼の多重人格は町に知れ渡るものの、彼のもっとも大きな人格がトァンであることや、トァンである時はそれ以外の人格の記憶が無いことから、以降はあくまで「金鳳軒」の店主・トァンとして扱われることが決められる（これらは『サイコ』のパロディ）。
シーズン19の3話ではソドソパ計画（ケニーの家の周りにシティパタウンという趣のある通りをつくり、ホールフーズを誘致する計画）によって赤字に陥り児童労働をはじめ儲けようとするも失敗した上すぐ隣接する所にホールフーズを建てられてしまった。
スキーター（Skeeter）
声 - 中田雅之 / 英 - トレイ・パーカー
マゼンタの服とオレンジ髪の飲んだくれ。バーを営んでいる。基本的にはよそ者を嫌う酔っ払いの田舎者（レッドネック）で、戦争賛成派。8歳の娘がいる。
カール・ディンキンス（Farmer Carl Denkins/Rancher Bob）
声 - 小形満 / 英 - マット・ストーン
レッドネックの1人で酪農民。自らを"ボブ"と名乗っている。牧場には許可を取れば入れされてもらえるが、不法侵入者は容赦なく射殺するため"イかれた白人野郎"と呼ばれており、それを利用したカートマンにテナーマン夫妻を殺させられた。吹替版では東北アクセントで喋る。
リック（Rick）
声 - 小形満（S05E06）→乃村健次（S06E09） / 英 - マット・ストーン
映画館の受付。子供に簡単にR指定の映画を観せてしまうため、よく騒動に繋がる。
シーズン23ではバーガーキングに転職していたが、ランディの大麻バーガーに客を取られてしまった。
ピーター・ネルソン（Peter Nelson）
声 - マット・ストーン→スタンリー・G・サウィツキー
ランディの同僚の地質学者である。ランディが職場にいる際には必ずといっていいほど登場する。職場以外でもS11E5でランディとともに教皇の秘密を守ろうとして骨折までしているなどランディとのかかわりは職場以外でも深い。初登場はS10E8であるが、S8E7で姿は違うもののミスターネルソンと呼ばれる同僚がいる。
アン修道女（Sister Anne）
声 - 鈴木紀子 / 英 - アン・ゲアフィーノ
サウスパークの教会にいる修道女。ティミーが懺悔できないので地獄に行ってしまうのかを聞かれたりしたときにバチカンまで電話をしたりバターズのゲイっぽい動画を見たときに驚いたりキリスト教系カルトの宗教で金儲けを企むカートマンを阻止しようとしたりマキシ神父よりもずっとキリスト教徒らしい。名前の由来は作者の知っている敬虔なカトリックキリスト教徒で最初に名前が浮かんだ女性の名前をそのまま利用した。声も彼女自身である。
ロバート・ホワイト（Robert White）
声 - 多田野曜平 / 英 - トレイ・パーカー
ギャリソン大統領を最初から支持していた白人一家の大黒柱。息子のジェイソンを事故で喪ったため、メキシコから養子を2人授かったが、思想の押し付けにより1人はメキシカン・ジョーカーと化し家出してしまった。隣人は黒人のトークン達ブラック一家。

## その他の人物
サンタクロース（Santa）
声 - 乃村健次
サンタクロース本人。いつもは北極に住み、良い子悪い子リストを作る日々だが、クリスマスシーズンになるとサウスパークのショッピングモールに来たりする。イエス・キリストとは、クリスマスの解釈の違いによって乱闘になるが、その後に和解。以後、良好な関係を保っている。しかし、世の中にキリストを讃えた歌よりも、サンタを讃える歌の方が少ない件に関しては嫉妬している。ミスター・ハンキーとも親交が深い。
クリスマスにイラクへプレゼントを配りに行きソリごとRPG-7で撃ち落されたことがあり（シーズン6の第17話）、その際に睾丸に電極を取り付けられ電流を流される拷問を受けるも、キリストに救助された（その際に電流を流した当人の頭部を拳銃で吹き飛ばした）。
キリスト同様時偶に暴言を吐く事がある（上述エピソードにおける（拉致された際に発言した）「やめろこのクソ野郎!!!」、「お前らレイプして殺してやる!!!」など）。
パンツの妖精
声 - 田口トモロヲ、小形満
トゥイークが目撃したパンツを盗む妖精達。
サウスパーク郊外の森の中に集団で暮らしている妖精で、街中のパンツを集めている。パンツを集める理由は企業としての行動だというが、その目的は曖昧で判然としない。当初は精神疾患を抱えるトゥイークの妄想だと思われていた。
クリスマス期間中はサンタの家におり、彼を手伝っている。
腹ぺこマーヴィン（Starvin' Marvin）
声 - 山本泰輔 / 英 - トレイ・パーカー
飢餓に苦しむエチオピア人の少年。
痩せ細った黒人の少年で、スワヒリ語（っぽい）言葉を話す。
寄付のお礼である腕時計の代わりに手違いでサウスパークにやってきた少年で、その際にスタンらと友人となる（ただし、最初は珍しい動物を飼うかのような扱いだった）。カートマンを家から追い出し、彼に成り代わって生活した後、メフィスト博士の遺伝子実験で生まれた増える七面鳥の死体を持ってエチオピアへ帰る。
シーズン3第11話で再登場し、主人が亡くなったマークラー人の宇宙船を操縦する。布教しか頭に無いキリスト教宣教師や、宇宙船を狙うアメリカのエージェント達を回避しながらエチオピア人達を広大な緑の自然に囲まれたマークラーへ移住させる。
バーブラ・ストライサンド
声 - 清水ミチコ
アメリカの著名な女優・プロデューサー本人。鼻が大きいのが特徴。
実在の有名人が茶化される本作において、特に登場頻度が多く、後述するハロウィン回など扱いも別格の人物。初登場はシーズン1第12話であり、スタンらが発見した特殊な石を使って世界征服を企む。最終的に巨大なメカ・バーブラ・ストライサンドに変身してサウスパークの町を破壊する（メカゴジラのパロディであり、鼻が強調されている）。メカ・バーブラ・ストライサンドは、その後もOPに登場しており、シーズン14第6話の記念回にも登場する。また、シーズン2第15話では、ストーリーには一切絡まないにも関わらず、常時画面の四隅にストライサンドの顔写真（実写）が表示されるという趣向が行われた。
サタン（Satan）
声 - 松尾貴史、無修正映画版 - 木下隆行（TKO） / 英 - トレイ・パーカー
地獄の支配者。悪魔であるが、善人らしい所を見せることがあり、ゲイで小心者な面がある。ハロウィンパーティーではワガママ。息子のダミアン（声 - 山本泰輔）は1回だけサウスパーク小学校に転校してきた。
本作で描かれている地獄はモルモン教徒以外すべて死者の魂が落ちるものの、その多くが地上と同じような生活をしているようである。
シーズン22第7話でマンベアピッグと激戦するが、マンベアピッグによって自分の折れた右角による突き刺す後は残忍なボコボコを受け、敗れた。カイル、カートマン、ケニーに信じることを託した後は死亡して天使となり、天国へ昇る。彼の死がカイルとカートマンの心に傷を残した。
以降は本編には登場していない。
サッダーム・フセイン（Saddam Hussein）
声 - 乃村健次、無修正映画版 - 田村勤 / 英 - マット・ストーン
元イラク大統領のサッダーム・フセイン本人。シーズン8まで登場した、当時サウスパーク最大の敵。サタンのことが好きなゲイであり、カナダを支配しようとしたり、地獄でサタンと協力して世界を支配しようとしていた。第2シーズンで殺されてからは基本的に死んでいるが、生き返っている時もある。無論冗談だが、映画版での本国声優のクレジットは「HIMSELF」すなわち彼自身となっている。昔はサタンと地獄にいたが、サタンにフラれ現在天国にいる。カナダ人同様の体と声を持ち、顔は本人の顔写真が使用されている。シーズン6第12話〝A Laddar to Heaven〟において天国で大量破壊兵器を製造していることが発覚する。
神様
声 - 乃村健次
一神教における神でイエスの父。その外見はカバや猫が交じり合ったような、なんとも形容しがたい小型の生き物である。普段は天国におられるが、息子イエスの頼みで地上に降りたこともある。また神様なので何でも知っており、第3シーズン15話「Y2K 思春期の悩み」ではミレニアムに姿を現し、どんな質問にもひとつだけ答えるという言い伝えに従い、スタンの「なぜ自分にだけ生理がこないのか？」という質問に答えた。
信仰の対象であるにも関わらず、仏教徒である。
トム・パッスリッカー（Tom Pusslicker）
声 - 乃村健次、無修正映画版 - 飛田展男
サウスパークで起こった事件などを報道しているニュースキャスターの一人。かつては「ビキニ姿の小人」や「ポニーに乗った*****のスイス人」などの変なリポーターを用意することが多かった。
カイル・シュワルツ
声 - 小形満 / 英 - トレイ・パーカー
コネチカットにすんでいるカイルのいとこ。嫌味ったらしい性格と遠慮しない姿勢で周囲から嫌われている。将来の夢は投資家である。肉を食べると体にガスがたまってしまうアレルギーがある。
また、クリスマスにはよい子悪い子会計士という仕事をしておりサンタクロースにもらえるプレゼントのレベルを調べてくれる。

## カナダ人
アメリカ人などとは違い、口元で頭が上下半分に分かれ喋るごとにパカパカと動く頭を持っているが、実在人物は大体アメリカ人と同じ顔をしている。
当項目において「劇中劇」とはシーズン2第1話「テレンス&フィリップ緊急特番」を指す。実話を基にしているらしいが、後の設定に矛盾する点がいくつかあるためどこまでが事実かは不明。また作中では主要人物はイニシャルの入ったTシャツを着ている。
テレンス&フィリップ（Terrance and Phillip）
声 - 山本泰輔・山崎たくみ、無修正映画版 - 石野敦士（Over Drive）・緒方雅史（Over Drive） / 英 - マット・ストーン、トレイ・パーカー（シリーズ初期はこの逆になっている）
テレンス・ヘンリーストゥートとフィリップ・ナイルズ＝アーガイルというカナダ人お笑いコンビ。「アンクルファッカー」という歌詞の入った歌を歌う。オナラネタを好み、品性はあまり良いとは言えない。ミスター・ハンキーと並んで、臭いものに蓋をする体制を皮肉る存在。映画版では彼らが原因で戦争が起こった。一度、コンビ解散の危機に陥ったことがある。どこか作者の2人に似ている。作中のカナダ人、カナダ関連の物に共通することだが四角いパーツを組み合わせた体と口で上下に二分割された頭を持ち、カナダ人訛りの英語を話す。フィリップは劇中劇でゲイであることを仄めかす描写がある。テレンスはそうではない模様だが、実際は不明。シーズン13第4話で膣屁をネタとするキャサリン&ケイティの「マン屁シスターズ」に番組が変わってしまい、クビになり反発するが、最終的には彼女達と付き合うようになり、後にお互い結婚する。また、ムハンマドが自分たちの番組で規制されたことに不満を持っている。
テレンスは57歳。フィリップは56歳である（S5E5で判明）。
S21E9では老けた姿で登場し、飛び跳ねることが不可能になっていた。
スコット（Scott）
声 - 小形満（S2E1）・田口トモロヲ（S7E15）・駒谷昌男（S15E3） / 英 - トレイ・パーカー
保守のカナダ人で、周りからチンポ野郎と呼ばれている。オタワの放射能の影響で巨大化した。
劇中劇ではジャーナリストである。また屁を洗練されたコメディと思い込んでいるテレンス&フィリップを憎んでおり、毎週殺人罪で訴えているらしい。
なお実際に屁の嫌いさは半端ではなく自分の嫌いなものの名前に屁をつけたがる（エスキモー→屁っこきモー、虫歯→屁っこき虫歯など）。
ブサイクボブ（Ugly Bob）
声 - 乃村健次、Netflix版 - 佐藤せつじ / 英 - マット・ストーン
醜い顔のカナダ人。しかしその醜さはイラク人とカナダ人（エスキモー含む）と虫歯にしか認識できないため、現在はアメリカに移住している。同郷に対しては常に紙袋を被っている。
イヌクティトゥット語が聞き取ることができ、スコット、アイクとエスキモーと接触を試みた際に通訳として活躍した。
劇中劇では空港の受付であり、フィリップからもらった袋のおかげでセリーヌ・ディオンとヤることができた。
セリーヌ・ディオン
声 - 鈴木紀子 / 英 - トレイ・パーカー
歌手。劇中劇ではテレンスの元妻でブサイクボブの妻という設定。以降もカナダ人に混ざって登場していたり、ポスターになって登場したりしている。
実在するカナダ人には珍しくパカパカした外見である（彼女以外にパカパカした外見の実在する人物はスラッシュのみである）。
キャサリン&ケイティ
声 - キャサリン：トレイ・パーカー、ケイティ：マット・ストーン
膣屁を笑いとする「マン屁シスターズ（QUEEF SISTERS）」という番組の主演。テレンスアンドフィリップに最初は番組を首にされたことに反感を抱いていたが最終的には和解し、結婚までした（テレンスはケイティと、フィリップはキャサリンと結婚。これは声優が共通のキャラクターである）。その後もS14E14でキャサリンのみ登場、S15E3でカメオ出演している。
カナダ王子
声 - トレイ・パーカー
カナダの王子であり最近結婚した。
カナダ悪魔にそそのかされてテレンスアンドフィリップのギリギリ面白いゲームをつくりアメリカの子供たちから金儲けをしている。しかし、カナダ悪魔の思惑はスタンに憑依したサタンによって阻止された。

## スーパー・ベスト・フレンズ
シーズン5第3話『カルトっQ!丸刈りータ☆で大脱走』（原題：Super Best Friends）から登場する伝統的な宗教の偉人・神達の集団。原題の通り、S5#3はイエスやモーセを除く彼らの初登場と同時に主役の回でもあり、以降、記念回である第14シーズン2話『200』などにも登場する。
アメコミをモデルとしたシーマンやモルモン教の創始者ジョセフ・スミスがいたり、ブッダがコカイン常用者であるなど、サウスパークらしい毒もあるが、伝統的な宗教として怪しげなカルト宗教と戦ったり、困っている者達を助けるなどあくまで善の存在として描写される。また、各々がアメコミのヒーローのような特殊能力を持つ。
イエス・キリスト（Jesus）
声 - リリー・フランキー・第3シーズン - 中田雅之、Netflix版 - 多田野曜平 / 英 - マット・ストーン
キリスト教の創始者でイエス・キリスト本人。
白い衣を着て頭の上に浮かんだわっかのある一般的なキリストのイメージの人物。隣人愛を説くなど言葉は素晴らしいが、性悪的な人物が多い登場人物達には受けいれてもらえない。ポルノサイト観覧が趣味。奇跡を起こすことはできるが、もっぱら程度の低い手品で誤魔化そうとすることが多く、仮に本当の奇跡であっても全体的に胡散臭く、古臭いとしてウケない。また悪と対峙する時は肉体派で、徒手や銃器などの格闘術で物事を解決しようとすることが頻繁にある（S6#17やS14#3など）。
「スーパー・ベスト・フレンズ」の登場以前からサウスパークの住人として普通に登場しており、ローカルTV局にて番組司会者として悩み相談を行っていた（しかし、視聴率が悪い）。その後も、キリスト教がネタになる際はしばしば登場し、クリスマスを守るために中東のテロリストと戦うといったこともしている。スーパー・ベスト・フレンズの一員としては彼らのリーダーとして登場し、指揮を執ることが多いが、一方でシーマンのことをわざとザーメンと言い陰湿な笑いを取ることが多い。
ブッダ（Buddha）
声 - 乃村健次 / 英 - マット・ストーン
仏教の創始者でブッダ本人。
"R"の発音など、インド人を思わせる訛りがあり、「悪人はいない」「こうなる運命」など達観した言動が多いが、コカイン常用者。特殊能力としては透明になる能力があると説明されている。
クリシュナ（Krishna）
声 - 小形満 / 英 - マット・ストーン、トレイ・パーカー（変身中）
ヒンドゥー教の主神ヴィシュヌの化身（クリシュナ）。
青い素肌のキャラクター。特殊能力として動物など様々な者に変身でき、『200』ではメカ・バーブラ・ストライサンドを抑えるため、ニール・ダイアモンドに変身している。
老子（Lao Tse）
声 - 小形満 / 英 - トレイ・パーカー
道教の創始者で老子本人。
禿頭に長い白髯を蓄えた仙人風の老人。人を説得する能力がある他、道教パワーで石像と合体し動き回ることが出来る。シーズン5第3話では後述のリンカーン像に対しスーパー・ベスト・フレンズが即興で作った巨大ジョン・ウィルクス・ブース像と同化してリンカーン像の脳天を拳銃で撃ち抜いて破壊した。
マホメッド（Muhammad）
声 - 中田雅之 / 英 - （スーパーベストフレンズ）マット・ストーン、（200・201）トレイ・パーカー
イスラーム教の預言者ムハンマド本人。
ターバンを巻いたアラブ人風の男性。炎を操る能力を持ち、シーズン5第3話ではカルト宗教団体の力で動き出したエイブラハム・リンカーン像と戦う。容姿は前述の通りだが、後述の理由によって初登場以外は登場してもCENSORED（検閲済み）と書かれた黒いボカシで隠されるようになっている（声はある）。
スーパー・ベスト・フレンズとしてのキャラクター以外にも、偶像崇拝の禁止によって表現の自由が脅かされていることについての風刺として登場することもあり（S10#3-4『Cartoon Wars』）、S14#5-6（『200』『201』）ではそれらを踏まえて話の主役として登場している。特に『200』『201』については実際にイスラム過激派から殺害予告がなされ、自粛として自主規制音で台詞がわからなくするといった措置もとられた。
また、最近のオープニングではスコット・テナーマンらの後ろに隠れており、少しだけ見ることができる。
ジョセフ・スミス（Joseph Smith）
声 - 山口勝平・小形満 / 英 - トレイ・パーカー（スーパーベストフレンズのみ）、マット・ストーン
モルモン教開祖でジョセフ・スミス本人。
容姿は普通の白人男性。伝統的な宗教の中にモルモン教がいるのはブラックジョークであり、サウスパークではしばしばモルモン教はネタになっているが、スーパー・ベスト・フレンズの登場人物としてのスミスは他の宗教の偉人達に伍する存在である。能力としては氷の息を吐き、敵を凍結させる。
モルモン教をテーマにした第7シーズン12話『ユタから来た転校生』では詐欺師扱いで徹底的に扱き下ろされているが、ここでのスミスとサウスパークのキャラクターとしてのスミスは別物である。
シーマン（Seaman）
声 - 中田雅之 / 英 - トレイ・パーカー
アメコミ『スーパーフレンズ・カートゥーン』の登場人物アクアマンがモデルのキャラクター。唯一宗教に関連がない。
ヒーローを思わずコスチューム姿の男性で、水中活動に長け、海の動物と会話ができる能力を持つ。他のメンバーからsemen（ザーメンの意味）と呼ばれてからかわれるなど、いじめにあっている。
モーセ（Moses）
声 - 乃村健次 / 英 - トレイ・パーカー
ユダヤ教の預言者でモーセ本人。
トロンのMCPに似た、金色に光り輝く巨大な五角形の顔のキャラクター。初登場はS3#9『Jewbilee』でS5#3以前から登場しているが容姿や喋り方などは変わっていない。「スーパー・ベスト・フレンズ」本拠地のスーパーコンピューターであるかのような存在で、様々な質問に答えるとされているが曖昧な発言が多く、あまり役立たない。

## クーンと仲間達
シーズン14の第11話から第13話では、スタン・カイル・カートマン・ケニーらがDCコミックのジャスティス・リーグを真似てヒーローごっこをしており、「クーンと仲間達」（Coon and Friends）として描かれている。また、ゲーム版「Fractured but whole」では「自由連合」（Freedom pals）と分離した形で登場した。

### 「Fractured but whole」での メンバー
- クーン（The Coon）：カートマン
- ファストパス（Fastpass）：ジミー
- 人間凧（Human Kite）：カイル
- モスキート（Mosquito）：クライド
- スーパークレイグ
- キャプテン糖尿（Captain Diabetes）：マルキンソン

### 「自由連合」メンバー
- ティモシー博士（Doctor Timothy）：ティミー
- ツールシェド（Toolshed）：スタン
- ミステリオン （Mysterion）：ケニー
- タッパーウェア（Tupperware）：トールキン（トークン）
- ワンダートゥイーク
- コールガール：ウェンディ

### 旧メンバー
- ミントベリークランチ（Mintberry crunch）：ブラッドリー

## ゲーム版の人物

### 新入り（New Kid）
声 - トレイ・パーカー
ゲームにのみ登場した少年。別名「Douchebag」「Butthole」。
無感情な性格のため何も話さないが、正義感が強く且つ常識人。

#### キャラクタークラス
The Stick of Truth
戦士

魔導士

泥棒

ユダヤ人